# Margraviato da Morávia
O Margraviato da Morávia ou Marca da Morávia foi uma marca de fronteira existente de 1182 a 1918 e uma das Terras da Coroa da Boêmia. Ele foi oficialmente administrado por um margrave em cooperação com uma dieta provincial. Ele foi diversamente um estado independente, de facto, e também sujeito ao Ducado, mais tarde, Reino da Boêmia. Ele compreende a região chamada de Morávia, dentro da atual República Checa.

## Geografia
O Margraviate se localiza a leste da Boêmia, com uma área de cerca de metade da região. Ao norte, as Montanhas dos Sudetos, que se estendem até a Porta Morávia, formava a fronteira com o polonês Ducado da Silésia, incorporada como uma Terra da Coroa Boêmia, no Tratado de Trenčín, de 1335. A leste e sudeste, o oeste dos Montes Cárpatos a separavam da atual Eslováquia. Ao sul, o torutuoso Rio Thaya marcava a fronteira com o Ducado da Áustria.
Os morávios, geralmente considerados um povo checo que falava dialetos morávios, formavam a maior parte da população. De acordo com um senso cisleitânio de 1910, 27,6% se identificaram como morávios alemães. Os alemães desta etnia seriam expulsos, após a Segunda Guerra Mundial. Outros grupos étnicos minoritários incluíam polacos, ciganos e eslovacos.

## História
Após o início medieval Grande Morávia reino tinha sido finalmente derrotado pelos príncipes arpades da Hungria, em 907, e oque é hoje a Eslováquia foi incorporada como "Alta Hungria" (Felső-Magyarország), enquanto a adjacente Morávia passou à autoridade do Ducado da Boêmia. O rei Otão I da Germânia, oficialmente a concedeu ao Duque Boleslau I, em troca de seu apoio contra as forças húngaras na Batalha de Lechfeld, em 955. Temporariamente governada pelo Rei Bolesłau I, o Bravo, da Polônia, de 999 até 1019, a Moravia foi re-conquistada pelo Duque Oldrique da Boêmia e, finalmente, tornou-se uma terra da Coroa de São Venceslau, mantida pela Dinastia Premislida.

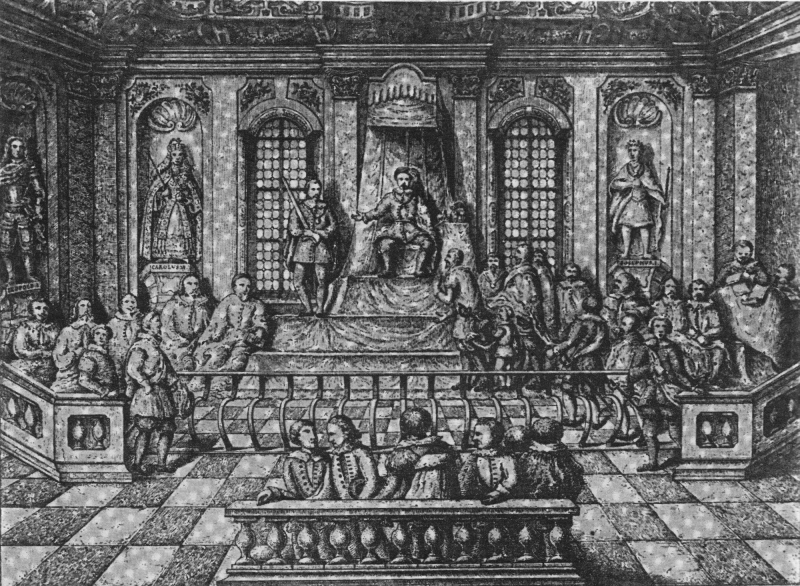
Sessão da Dieta Moraviana, século XVII

Em 1182, o Margraviato foi criado a mando do Imperador Frederico Barba Ruiva, pela fusão dos três principados premislidas (Bruno, Olomouc e Znojmo) e cedidos a Conrado II, filho do Príncipe de Conrado de Znojmo. Como herdeiro aparente, o futuro Rei Otacar II da Boêmia foi nomeado Margrave da Morávia por seu pai Venceslau I, em 1247. Junto com a Boêmia, a Morávia foi governada pela Casa de Luxemburgo, desde a extinção da Dinastia Premislida, até 1437. Jobst, sobrinho do Imperador Carlos IV, herdou o Margraviato em 1375, governou de forma autônoma, e foi até eleito Rei dos Romanos, em 1410. Abalados pelas Guerras Hussitas, os nobres moravianos permaneceram leais apoiadores do imperador luxemburgo, Sigismundo.
Em 1469, a Morávia foi ocupada pelo rei húngaro Matias I, que tinham aliado com a nobreza católica contra o governo de Jorge de Poděbrady, e eleito a si mesmo como Rei Rival da Boêmia, em Olomouc. A rivalidade com o Rei Vladislau II foi apaziguada na Paz de Olomouc, de 1479, na qual Matias renunciou ao título real, mas manteve o governo sobre as terras da Morávia.
Com as outras Terras da Coroa da Boêmia, o Margraviato foi incorporado à Monarquia dos Habsburgo, na morte do Rei Luís II, em 1526, na Batalha de Mohács. A Morávia foi governada como uma terra da coroa, dentro do Império Austríaco, a partir de 1804, e dentro da Áustria cisleitânia, a partir de 1867.
Durante a fundação da Checoslováquia, após a Primeira Guerra Mundial, o Margraviato foi transformado em "Terra da Morávia", depois em "Terra da Morávia-Silésia", em 1918. Esta autonomia foi eliminada em 1949, pelo governo comunista e não foi restabelecida desde então.

## Governo

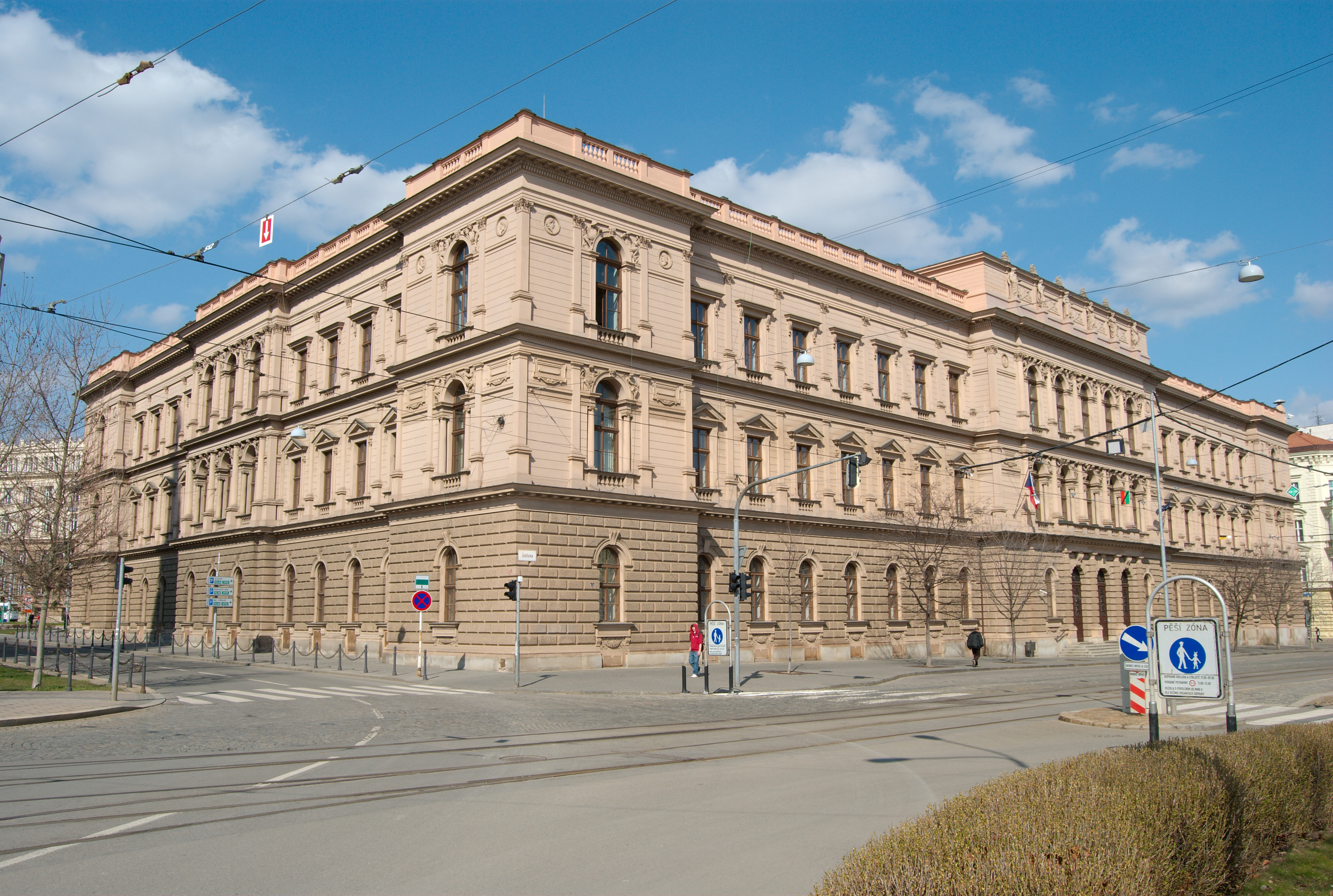
O antigo prédio da Dieta Moraviana. Agora, Tribunal Constitucional da República Checa.

O Margrave manteve autoridade suprema na Morávia, por toda a história do margraviato. Isto significava que, enquanto seus Margraves se tornavam cada vez mais estrangeiros, assim também se tornava o margraviato.
A Morávia possuía uma legislação conhecida como Dieta Moraviana. A assembleia tem suas origens em 1288, com o colloquium generale, ou curia generalis. Esta era uma reunião da alta nobreza, cavaleiros, o bispo de Olomouc, abades e embaixadores das cidades reais. Estas reuniões evoluíram gradualmente para a Dieta.
O poder desta dieta aumentou e diminuiu ao longo da história. Ao fim do margraviato, a dieta estava quase impotente. A dieta consistia de três estamentos do reino: a alta nobreza, a baixa nobreza e os prelados e burgueses. Com a Patente de Fevereiro, de 1861, a dieta foi reformada, e se tornou um corpo mais igualitário. Ela ainda mantinha a mesma estrutura, mas os membros mudaram. Ela consistia de lugares na assembleia para proprietários de terras, cidadãos urbanos e produtores rurais. Isso foi mantido até a dieta ser abolida, após a queda da Monarquia Dual.

## A águia moraviana

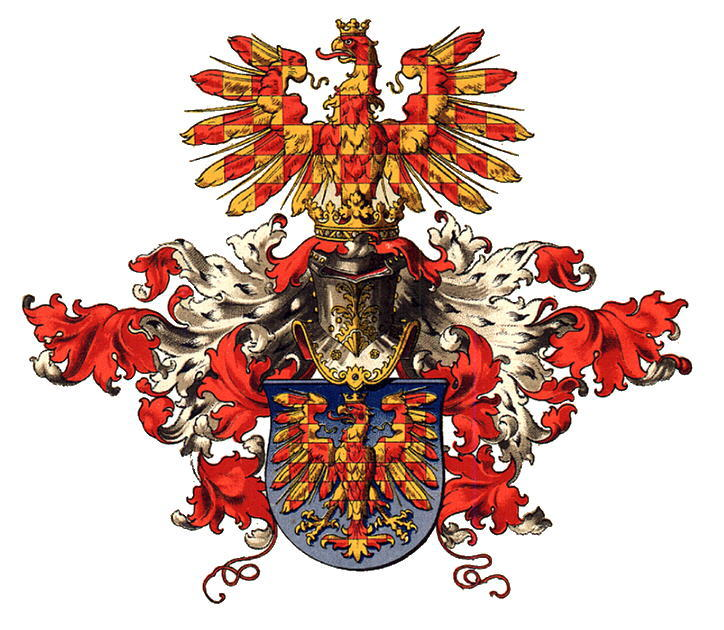
Brasão de armas não oficial da Morávia, por Hugo Gerard Ströhl

O brasão de armas da Morávia é gravado com uma coroada águia xadrez  prata e vermelha, com garras e língua dourados. Ele apareceu pela primeira vez ,o selo do Margrave Premislida (1209-1239), o filho mais novo do Rei Otacar I da Boêmia. Depois de 1462, é uma águia moraviana xadrez dourada e vermelha, mas nunca aceita pela assembleia moraviana.

## Administração

### Até 1848
Na metade do século XIV, o Imperador Carlos IV, também Rei da Boêmia e Margrave de Morávia, estabeleceu divisões administrativas chamadas kraje. Essas subdivisões foram nomeadas pelas sua capitais, algumas das quais eram:
- Bruno
- Jihlava
- Olomouc
- Přerov
- Uherské Hradiště
- Znojmo

### Depois de 1848

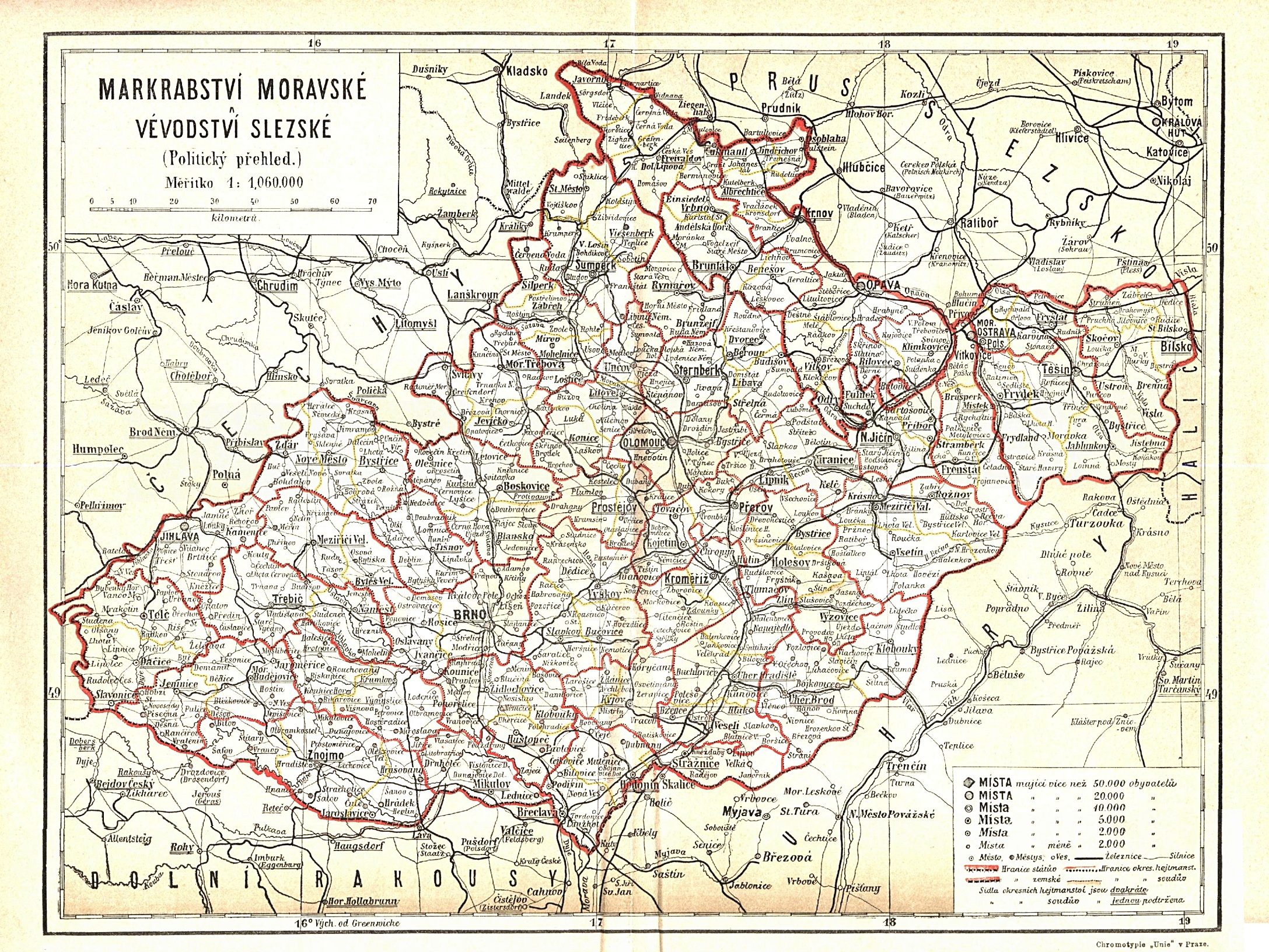
Morávia e distritos silesianos-austríacos, 1897

Após as revoluções de 1848, os kraje foram substituídos por distritos políticos (politický okres), que foram, em grande parte, mantidas pela administração da Checoslováquia, depois de 1918:

## Governantes de Morávia
- Parte da Grande Morávia (em torno de 820 - 907)

### Duques de Morávia

#### Dinastia Premislida
| Governante         | Governante | Nascimento       | Reinado          | Morte                   | Território Governado | Cônjuge | Notas |
| ------------------ | ---------- | ---------------- | ---------------- | ----------------------- | -------------------- | --- | --- |
| Bretislau I        |            | 1002/1005        | 1019/29-1033     | 10 de janeiro de 1055   | Morávia              | Judith de Schweinfurt 1020 quatro filhos                                                                        | Filho de Oldrique da Boêmia. Primeira vez que a Morávia se separa da Boêmia. Seu pai usurpou seu lugar por um ano.                               |
| Oldrique I         |            | 975              | 1033-1034        | 9 de novembro de 1034   | Morávia              | Esposa desconhecida sem filhos Bozena em torno de 1002 (morganático) um filho                                   | Após sua morte, seu filho retomou a Morávia. |
| Bretislau I        |            | 1002/1005        | 1034-1055        | 10 de janeiro de 1055   | Morávia              | Judith de Schweinfurt 1020 quatro filhos                                                                        | Após sua morte, seus filhos dividiram sua herança.                                                                                               |
| Conrado I          |            | em torno de1035  | 1055-1056        | 6 de setembro de 1092   | Bruno                | Vilpirca de Tengling 1054 dois filhos                                                                           | Recebeu Bruno depois da partilha de 1055. No ano seguinte, seu irmão Espitigneu ascendeu ao trono da Boêmia e reuniu todas as terras moravianas. |
| Vratislau I        |            | em torno de 1035 | 1055-1056        | 14 de janeiro de 1092   | Olomouc              | Maria antes de 1057 sem filhos Adelaide I da Hungria 1057 quatro filhos Sietoslava da Polônia 1062 cinco filhos | Recebeu Olomouc depois da partilha de 1055. |
| Otão I o Justo     |            | 1045             | 1055-1056        | 9 de junho de 1087      | Znojmo               | Eufêmia da Hungria antes de 1073 dois filhos                                                                    | Recebeu Znojmo depois da partilha de 1055. |
| Espitigneu I       |            | 1031             | 1056-1061        | 28 de janeiro de 1061   | Morávia              | Ida de Wettin em torno de 1054 um filho                                                                         | Uniu as terras da Boêmia e da Morávia. |
| Conrado I          |            | em torno de 1035 | 1061-1092        | 6 de setembro de 1092   | Bruno e Znojmo       | Vilpirca de Tengling 1054 dois filhos                                                                           | Recebeu Bruno e Znojmo. Em 1092, dividiu a terra entre seus dois filhos.                                                                         |
| Otão I o Justo     |            | 1045             | 1061-1087        | 9 de junho de 1087      | Olomouc              | Eufêmia da Hungria antes de 1073 dois filhos                                                                    | Recebeu Olomouc depois da partilha de 1061. |
| Boleslau           |            | 1062             | 1087-1091        | 11 de agosto de 1091    | Olomouc              | não se casou | Recebeu Olomouc depois da partilha de 1061. |
| Svatopluk I o Leão |            | 1075             | 1091-1109        | 21 de setembro de 1109  | Olomouc              | esposa desconhecida um filho                                                                                    | Foi assassina na tenda de Henrique V, por um membro da nobra família Vršovci, da Boêmia.                                                         |
| Leopoldo I         |            | ?                | 1092-1112        | 15 de março de 1112     | Znojmo               | Ida da Áustria um filho                                                                                         | Filho de Conrado I. Recebeu Znojmo depois da partilha de 1092. Não deixou descendentes e suas terras foram unidas a Bruno                        |
| Oldrique II        |            | em torno de 1035 | 1092-1112        | 5 de janeiro de 1113    | Bruno                | Adelaide dois filhos Sofia de Berga 1113 três filhos                                                            | Filho de Conrado I. Recebeu Bruno depois da partilha de 1092. Em 1112, uniu Bruno e Znojmo.                                                      |
| Oldrique II        | 1112-1113  | em torno de 1035 | Bruno e Znojmo   | 5 de janeiro de 1113    |                      | Adelaide dois filhos Sofia de Berga 1113 três filhos                                                            | Filho de Conrado I. Recebeu Bruno depois da partilha de 1092. Em 1112, uniu Bruno e Znojmo.                                                      |
| Sobeslau I         |            | em torno de 1075 | 1113-1123        | 14 de fevereiro de 1140 | Bruno e Znojmo       | Adelaide II da Hungria 1123 cinco filhos                                                                        | Filho de Bretislau I. |
| Conrado II         |            | em torno de 1075 | 1123-1161        | 14 de fevereiro de 1140 | Znojmo               | Maria da Sérvia 1132 quatro filhos                                                                              | Filho de Vratislau I. |
| Otão II o Negro    |            | 1085             | 1109-1123        | 18 de fevereiro de 1126 | Olomouc              | esposa desconhecida um filho                                                                                    | Governou Olomouc, a partir de 1091, com seu irmão Svatopluk. Adquiriu Bruno em 1123.                                                             |
| Otão II o Negro    | 1123-1126  | 1085             | Olomouc e Bruno  | 18 de fevereiro de 1126 |                      | esposa desconhecida um filho                                                                                    | Governou Olomouc, a partir de 1091, com seu irmão Svatopluk. Adquiriu Bruno em 1123.                                                             |
| Venceslau Henrique |            | 1107             | 1126-1130        | 1 de março de 1130      | Olomouc              | não se casou | |
| Vratislau II       |            | em torno de 1111 | 1126-1146        | 1146                    | Bruno                | Uma princesa russa 1132 três filhos                                                                             | |
| Leopoldo II        |            | 1102             | 1130-1137        | 1143                    | Olomouc              | não se casou | Filho de Borivoi II da Boêmia. |
| Vladislau          |            | ?                | 1137-1140        | 1165                    | Olomouc              | nao se casou | Filho de Sobeslau I. |
| Otão III           |            | 1122             | 1140-1160        | 12 de maio de 1160      | Olomouc              | Durância cinco filhos                                                                                           | Filho de Otão II. |
| Espitigneu II      |            | ?                | 1146?-1182       | 1199                    | Bruno                | não se caou | Em 1182 abdicou em favor de Conrado III. |
| Frederico I        |            | 1142             | 1160-1173        | 25 de março de 1189     | Olomouc              | Isabel da Hungria 1157 seis filhos                                                                              | Filho de Vladislau II. |
| Oldrique III       |            | 1134             | 1173-1177        | 18 de outubro de 1177   | Olomouc              | Cecília da Turíngia sem filhos Sofia da Mísnia sem filhos                                                       | Filho de Vladislau II. |
| Venceslau          |            | 1137             | 1177-1178        | depois de 1192          | Olomouc              | não se casou | Filho de Sobeslau I. Abdicou em favor de Conrado III.                                                                                            |
| Conrado III        |            | em torno de 1136 | 1161-1178        | 9 de setembro de 1191   | Znojmo               | Hellicha de Wittelsbach antes de 1176 sem filhos                                                                | Filho de Conrado II. Uniu Znojmo e Olomouc. Bruno foi unida em 1182, quando ele também se tornou o primeiro Margave da Morávia.                  |
| Conrado III        | 1178-1182  | em torno de 1136 | Znojmo e Olomouc | 9 de setembro de 1191   |                      | Hellicha de Wittelsbach antes de 1176 sem filhos                                                                | Filho de Conrado II. Uniu Znojmo e Olomouc. Bruno foi unida em 1182, quando ele também se tornou o primeiro Margave da Morávia.                  |
| Conrado III        | 1182-1191  | em torno de 1136 | Morávia          | 9 de setembro de 1191   |                      | Hellicha de Wittelsbach antes de 1176 sem filhos                                                                | Filho de Conrado II. Uniu Znojmo e Olomouc. Bruno foi unida em 1182, quando ele também se tornou o primeiro Margave da Morávia.                  |

## Margraves da Morávia

### Dinastia Premislida
- Conrado III 1182-1191

(unido com a Boêmia 1189-1197)
- Ladislau I 1197-1222, segundo filho do Rei Ladislau II da Boêmia e Judite da Turíngia
- Ladislau II 1223-1227, filho do Rei Otacar I da Boêmia e de Constança da Hungria
- Premislida 1227-1239, filho do Rei Otacar I da Boêmia e de Constança da Hungria
- Ladislau III 1239-1247, filho do Rei Venceslaus I da Boêmia e Cunegunda de Hohenstaufen
- Otacar II 1247-1278, filho do Rei Venceslau I da Boêmia e Cunegunda de Hohenstaufen

(mantida diretamente pelo Rei Rodolfo I da Germânia 1278-1283)
- Venceslau II da Boêmia 1283-1305, filho do Rei Otacar II da Boêmia e Cunegundes da Eslavônia
- Venceslau III 1305-1306, filho do Rei Wenceslaus II da Boêmia e Judite de Habsburgo

### Habsburgo e Gorizia
- Rodolfo I de Habsburgo 1306-1307 (Habsburgo), filho do Rei Alberto I da Germânia e de Isabel de Gorizia-Tirol
- Henrique de Caríntia 1307-1310 (Gorizia), filho do Duque Meinardo da Caríntia e Isabel da Baviera

### Luxemburgo
- João da Boêmia 1310-1333, filho do Sacro Imperador Henrique VII e de Margarida de Brabante
- Carlos IV do Sacro Império 1333-1349, filho do Rei João da Boêmia e de Isabel da Boêmia
- João Henrique 1349-1375, investido por seu irmão, Carlos IV
- Jobst da Morávia 1375-1411, filho de João Henrique, com seus irmãos João Sobieslau (até 1394) e Procópio (até 1405)
- Sigismundo 1419-1423, filho do Imperador Carlos IV e de Isabel da Pomerânia

- Alberto II da Germânia 1423-1439, genro de Sigismundo
- Ladislau V da Hungria 1440-1457, filho de Alberto e neto de Jacó
- Jorge de Poděbrady 1458-1468
- Matias Corvino 1468-1490, segundo filho de João Corvino e de Isabel Szilágyi

### Jagelão
- Vladislau II 1490-1516, filho do Rei Casimiro IV da Polônia e de Isabel da Áustria
- Luís II da Hungria 1516-1526, filho do Rei Vladislau II

### Habsburgo
- Fernando I 1527-1564, quarto filho de Filipe I de Castela e Joana de Castela
- Maximiliano II 1564-1576, filho do Imperador Fernando I e Ana da Boêmia e Hungria
- Rodolfo II 1576-1608, filho do Imperador Maximiliano II
- Matias II 1608-1617, filho do Imperador Maximiliano II

(sob o governo unido dos reis boêmios a partir de 1611 (ver Lista de governantes da Boêmia)